# Naturschutzgebiet Alemigsiefental
Das Naturschutzgebiet Alemigsiefental ist ein langgestrecktes Kerbtal in der Gemeinde Kürten im Rheinisch-Bergischen Kreis. Es beginnt seinen Verlauf mit zwei Siefenköpfen südlich von Hähn und Hufe durch das Tal zwischen Engeldorf und Unterbörsch und grenzt südlich in der Nähe von Klefhaus an das Naturschutzgebiet Dürschbachtal.

## Name
Das Naturschutzgebiet hat seinen Namen vom ihn durchfließenden Alemigssiefen, einem Zufluss des Dürschbachs.

## Beschreibung
Durch die Aufgabe der Grünlandbewirtschaftung haben sich in der Aue des Naturschutzgebietes feuchte Hochstaudenfluren entwickelt, die teilweise verbuscht sind. Im Norden verschmälert sich das Tal. Hier befinden sich die beiden Quellarme, aus denen der Bach entsteht, der nach Süden fließt. Besonders hervorzuheben ist der durch den Wechsel von Grünland mit unterschiedlicher Ausbildung von Nass- und Feuchtwiesen sowie Feuchtbrachen und von Auwald bedingte Strukturreichtum in der teils quellig-durchnässten Aue. Ein Problem besteht im Südabschnitt durch die mit der Nutzungsaufgabe verbundene Verbuschung und besonders durch das Eindringen des Drüsigen Springkrauts als invasiver Neophyt. Das Gebiet ist Teil des regionalen Fließgewässernetzes im Bergischen Land und insofern von Bedeutung als Lebensraum für Tierarten unverschmutzter Fließgewässer.

## Vegetation und Schutz
Im Einzelnen wurden folgende Schutzzwecke festgesetzt: 
- Erhaltung und Sicherung der geschützten Biotope, das sind: Bruch-, Sumpf- und Auwälder, Sümpfe, Röhrichte, Seggen- und Binsenreiche Nasswiesen, Quellbereiche sowie natürliche und naturnahe Bereiche fließender und stehender Binnengewässer,
- Sicherung der Funktion als Biotopverbundfläche von herausragender Bedeutung,
- Erhaltung und Entwicklung des Talraumes als wertvoller Sekundärlebensraum für zahlreiche, zum Teil in ihrem Bestand bedrohte Tier- und Pflanzenarten,
- wegen der Vielgestaltigkeit und der Vielzahl naturnaher Biotopstrukturen und der besonderen Schönheit des bewaldeten Quellgebietes und des gesamten Bachtales.

Zur Erreichung und Erhaltung der Schutzzwecke ist es verboten, Gülle auf den benachbarten Flächen auszubringen, anzuwenden oder zu lagern.

## Wanderwege
Der gemeinsame Wanderweg A2, Rund um Kürten (K im Kreis) sowie B1 quert das NSG im Mittellauf des Alemigsiefens zwischen Engerldorf und Unterbörsch. Ab der Querung kann man dem Alemigsiefen sowohl auf der orographisch linken als auch auf der rechten Seite auf breiten Wegen ins Dürschbachtal folgen.

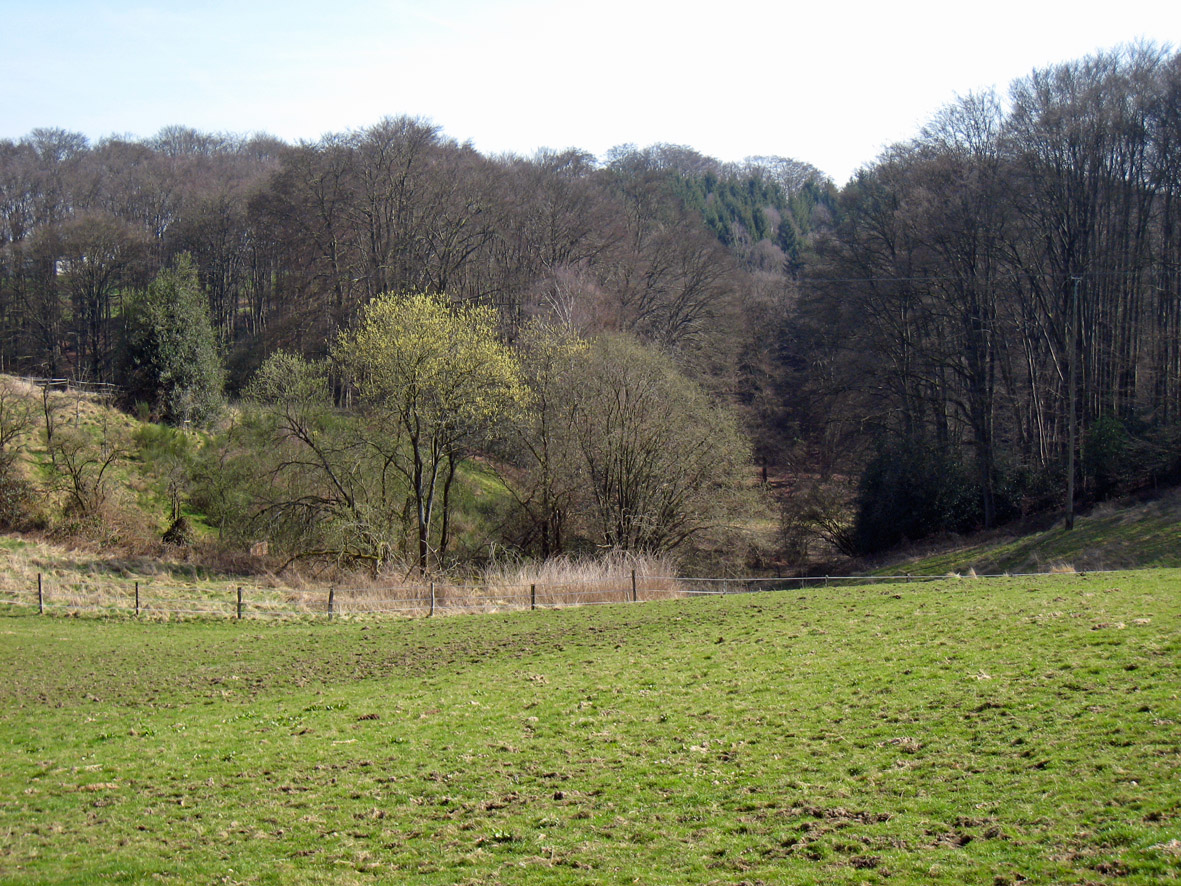
Westlicher Siefenkopf des Alemigsiefens
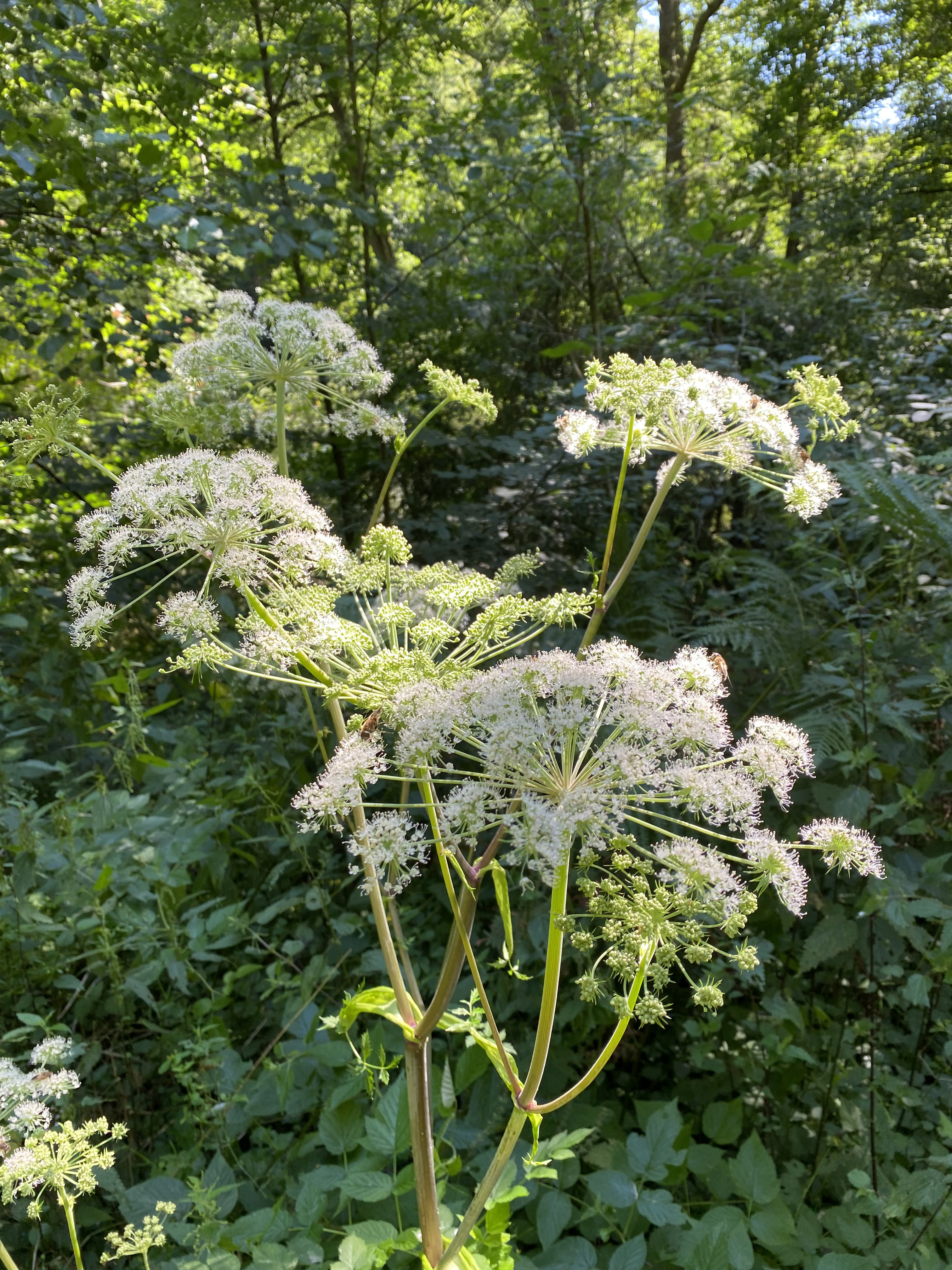
Insektenmagnet Wald-Engelwurz
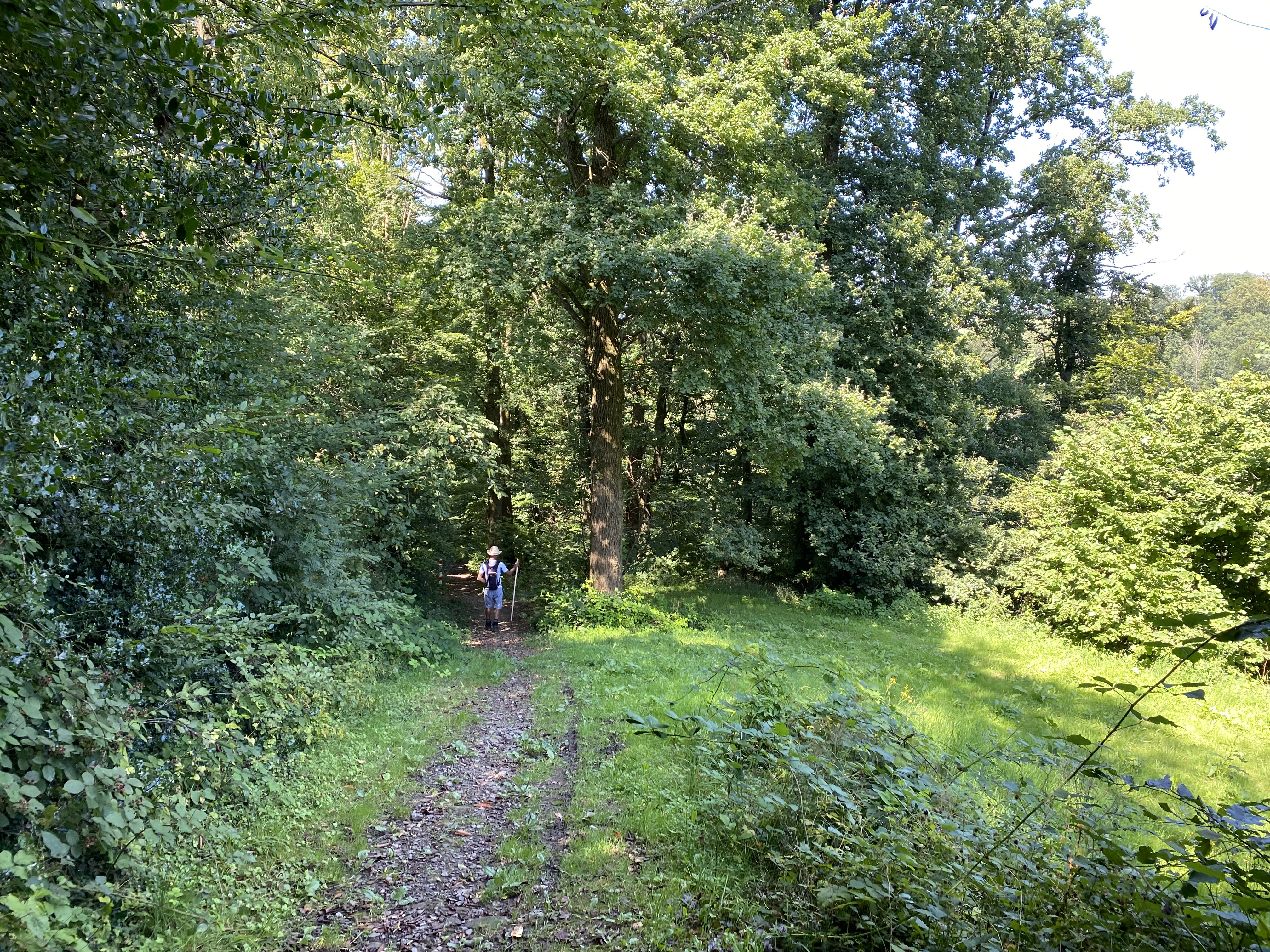
Wanderweg ins NSG westl. Engeldorf
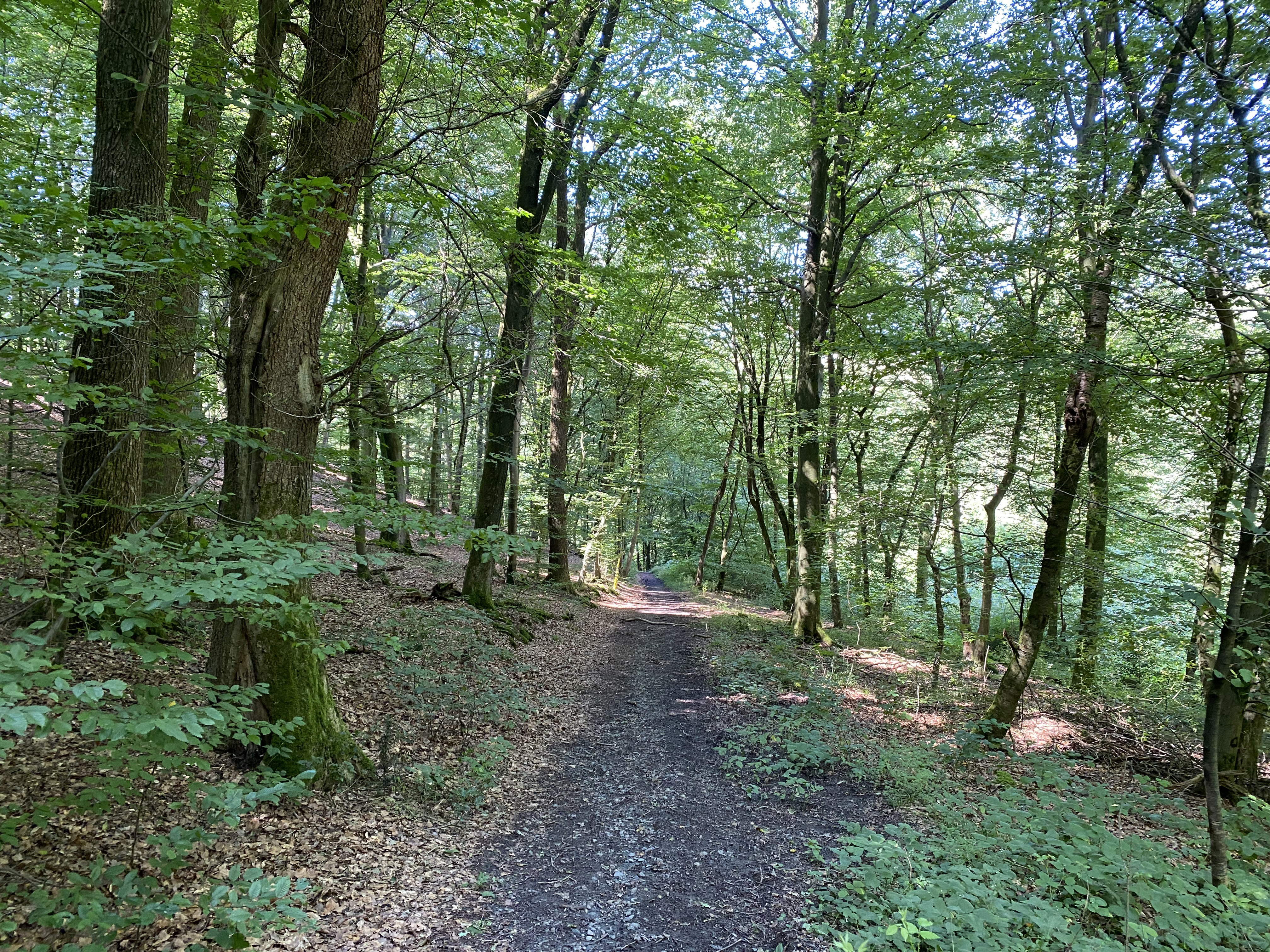
Buchenwald am Mittellauf des Alemigsiefens
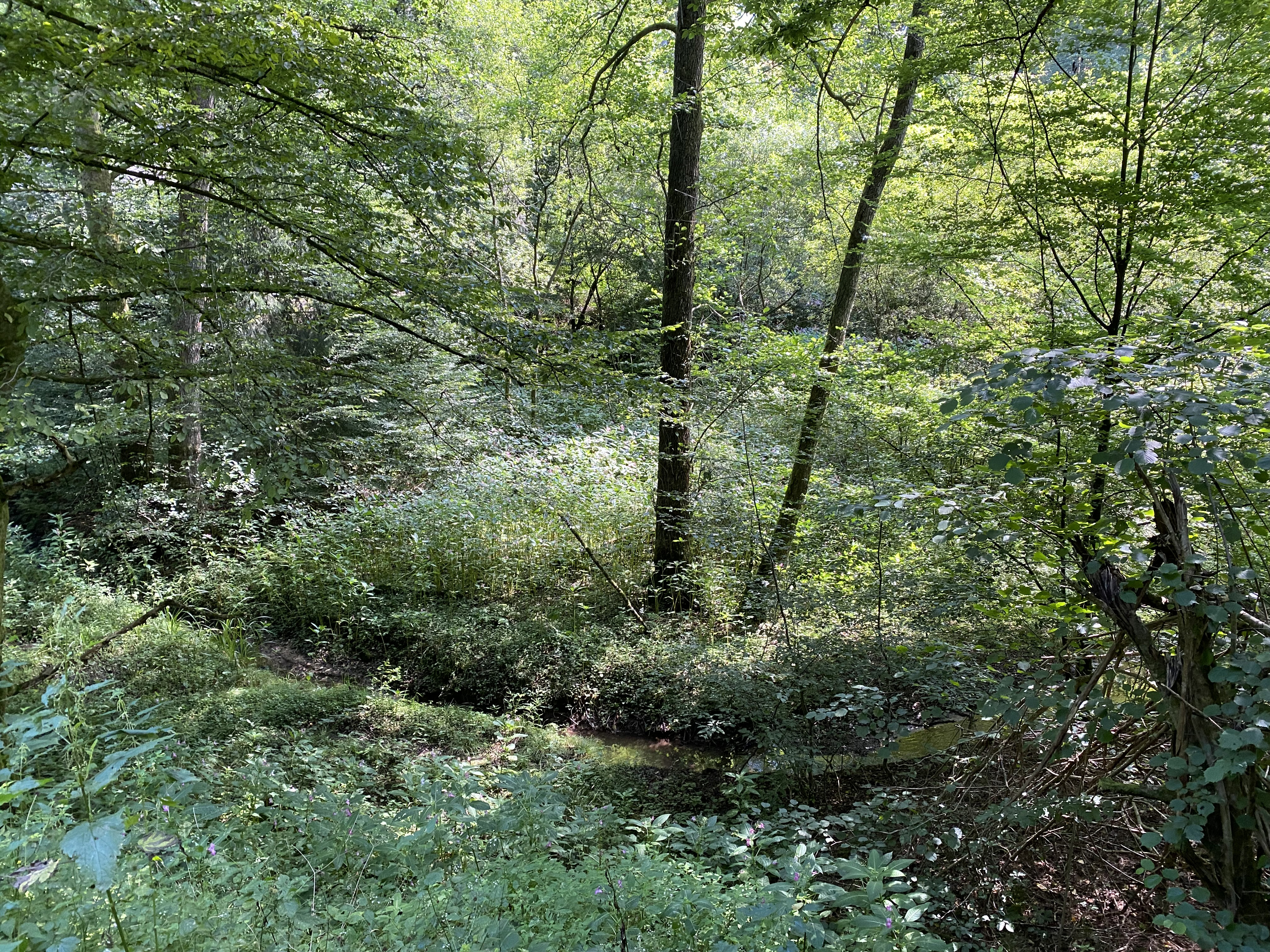
Auwald am Alemigsiefen
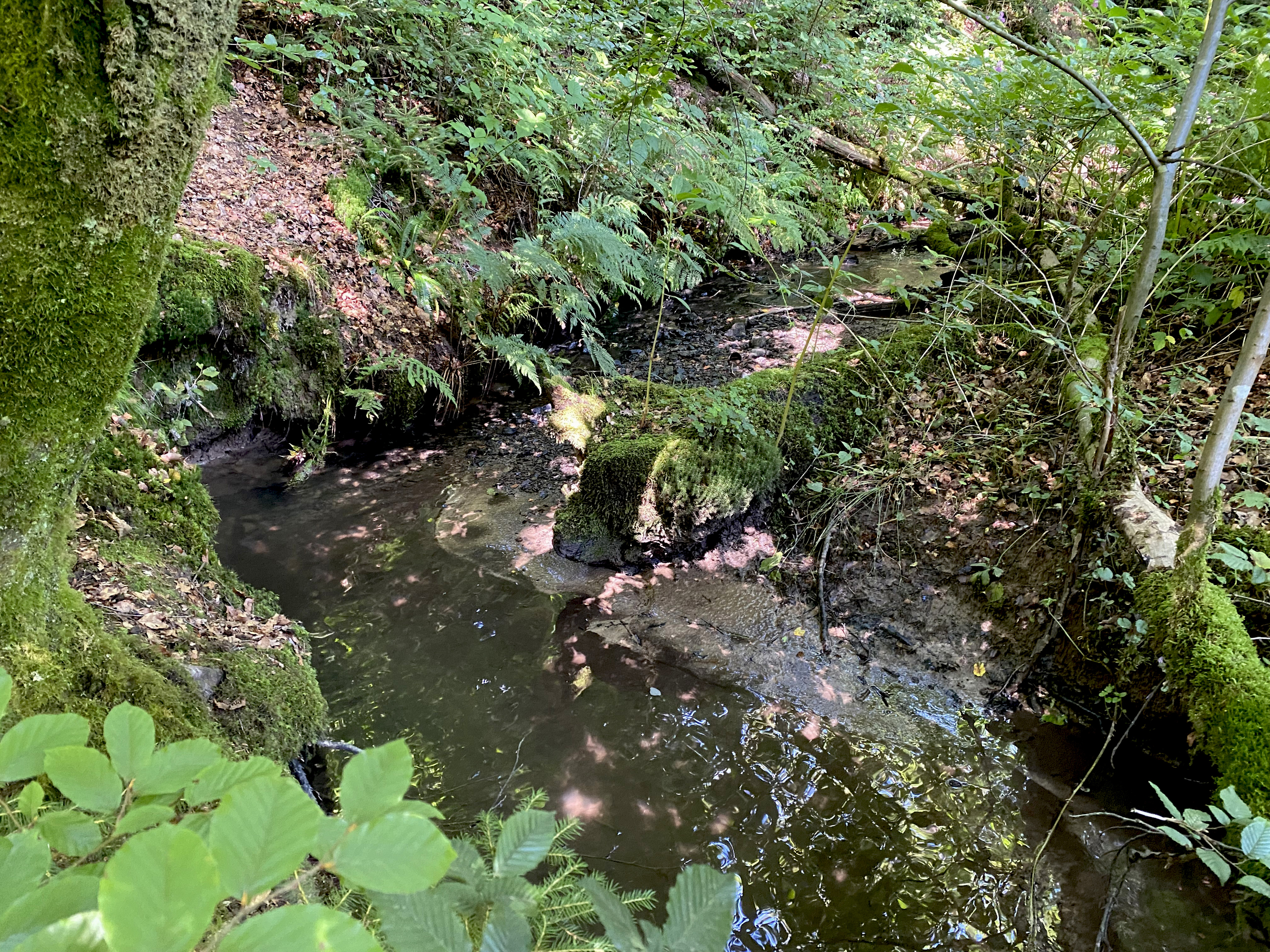
Naturnaher Bachverlauf
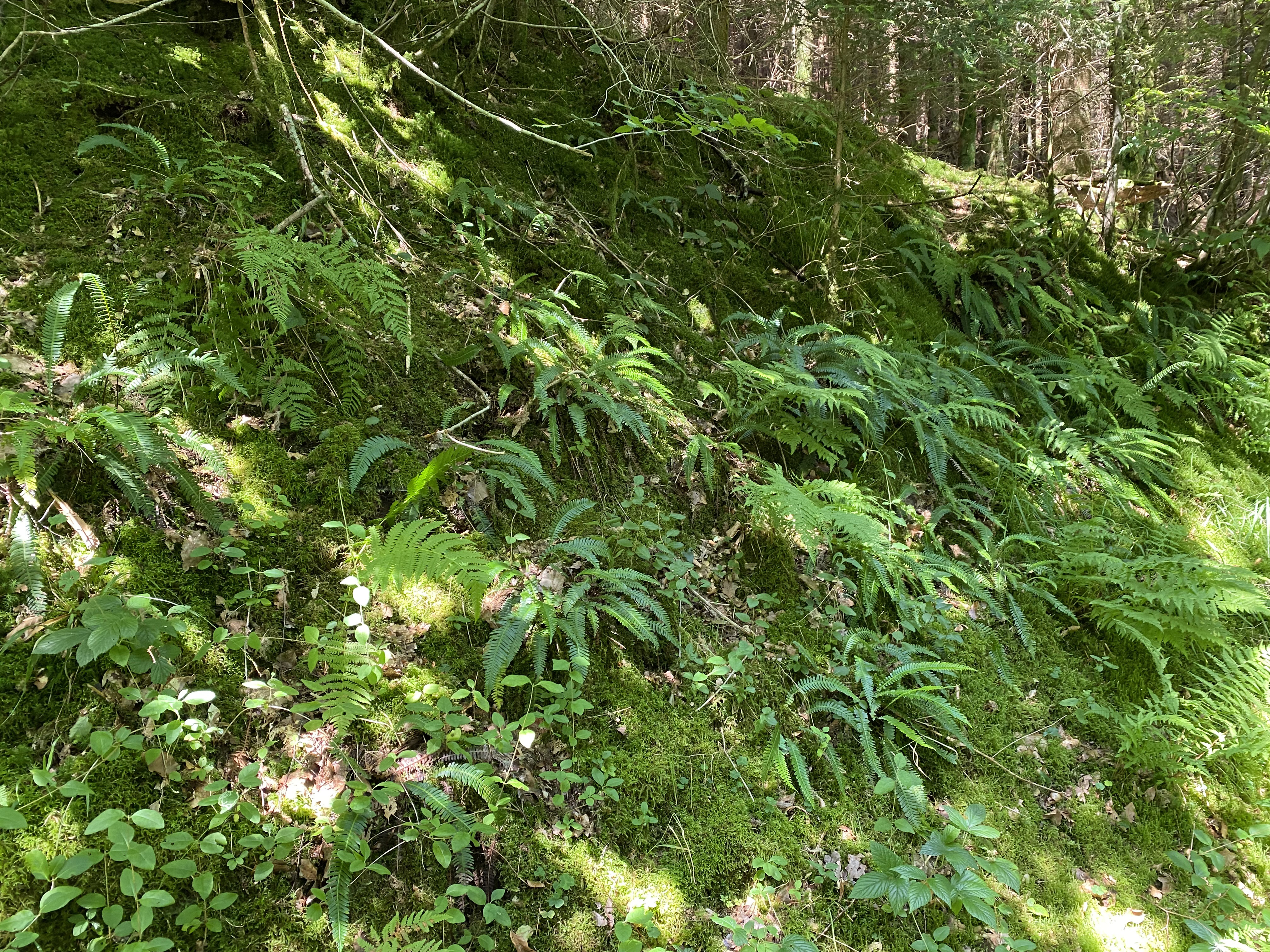
Stark bemooster Waldboden mit Rippenfarn
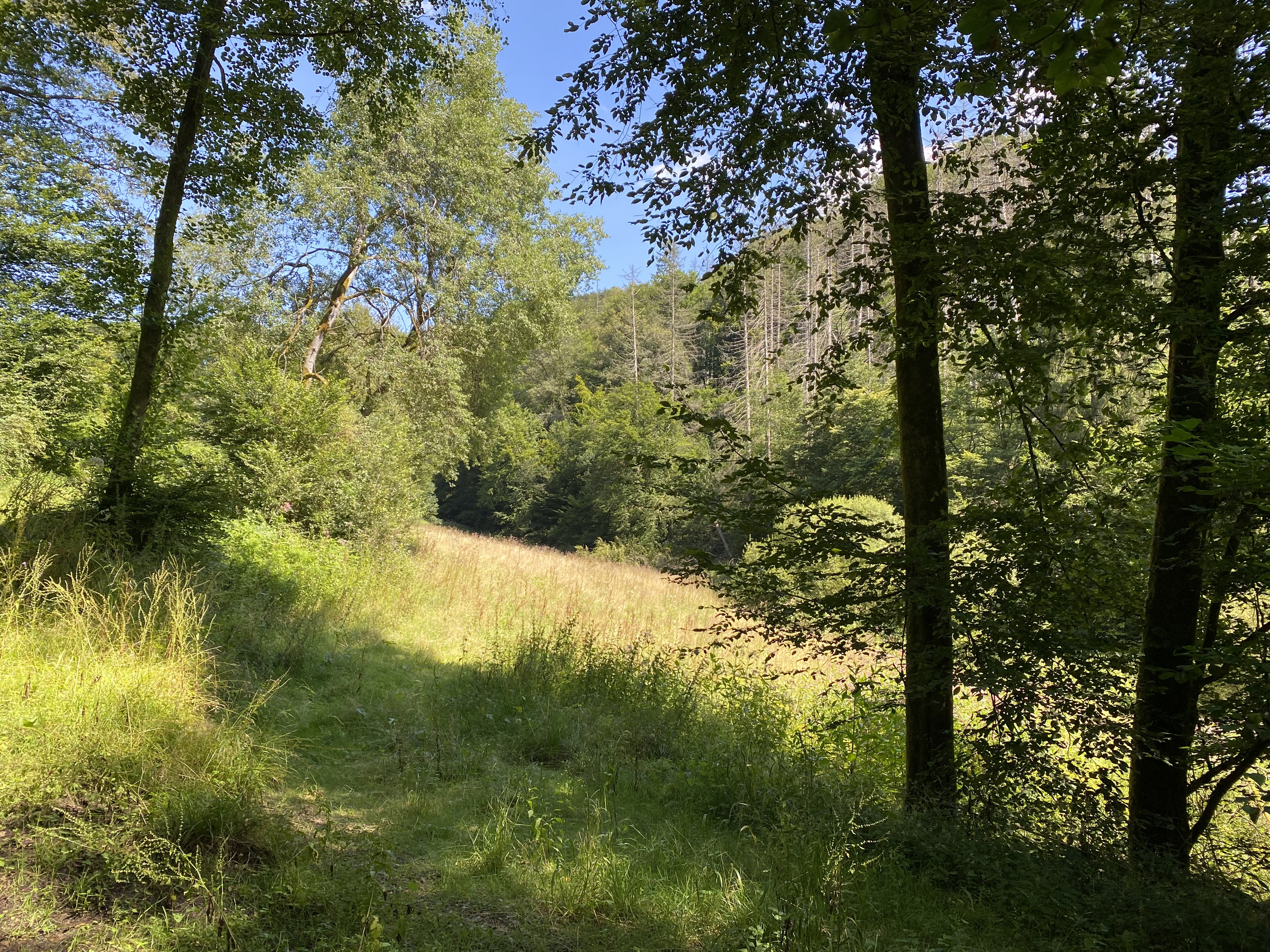
Feuchtwiesenhang
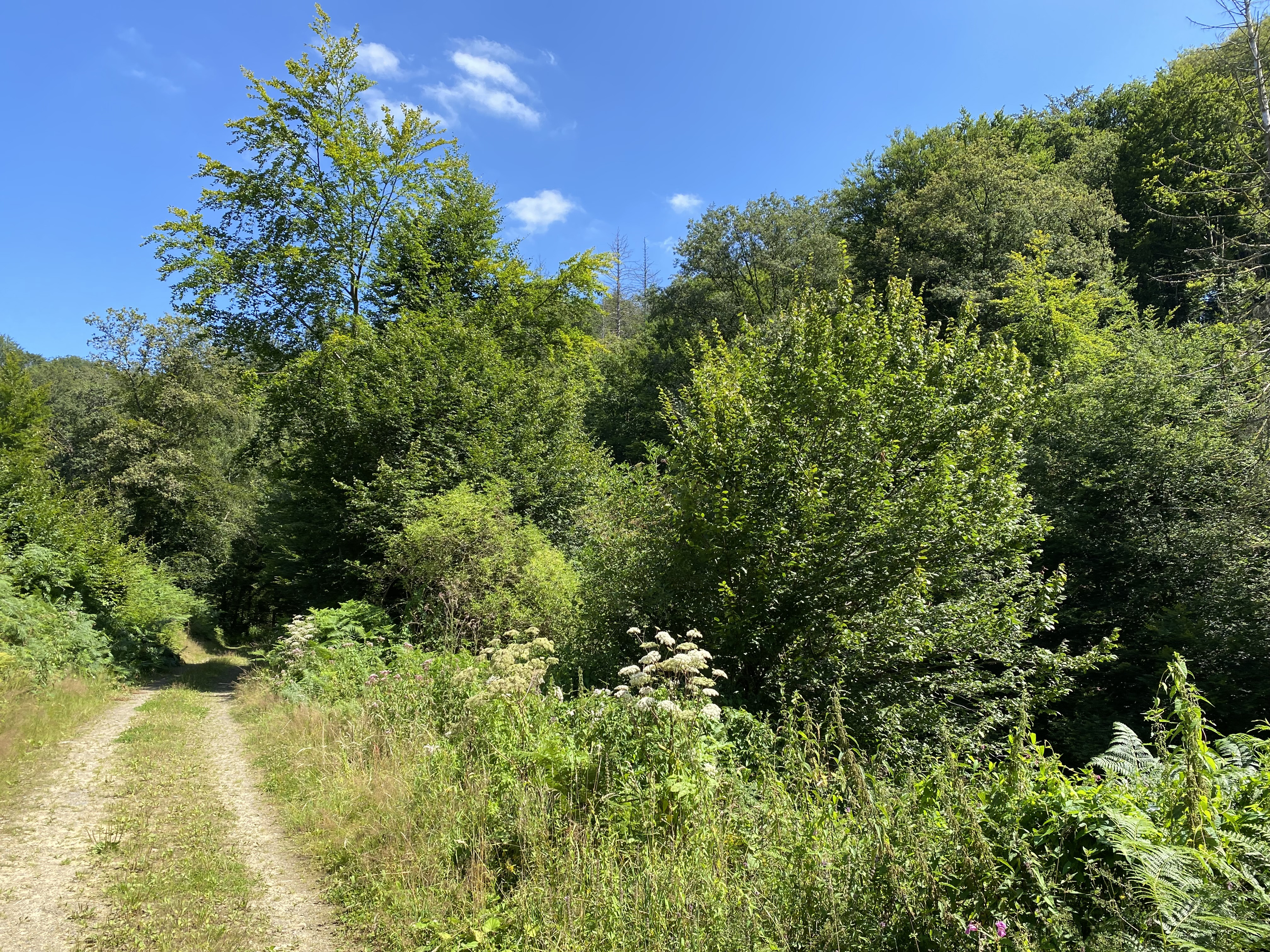
Wanderweg durch das NSG
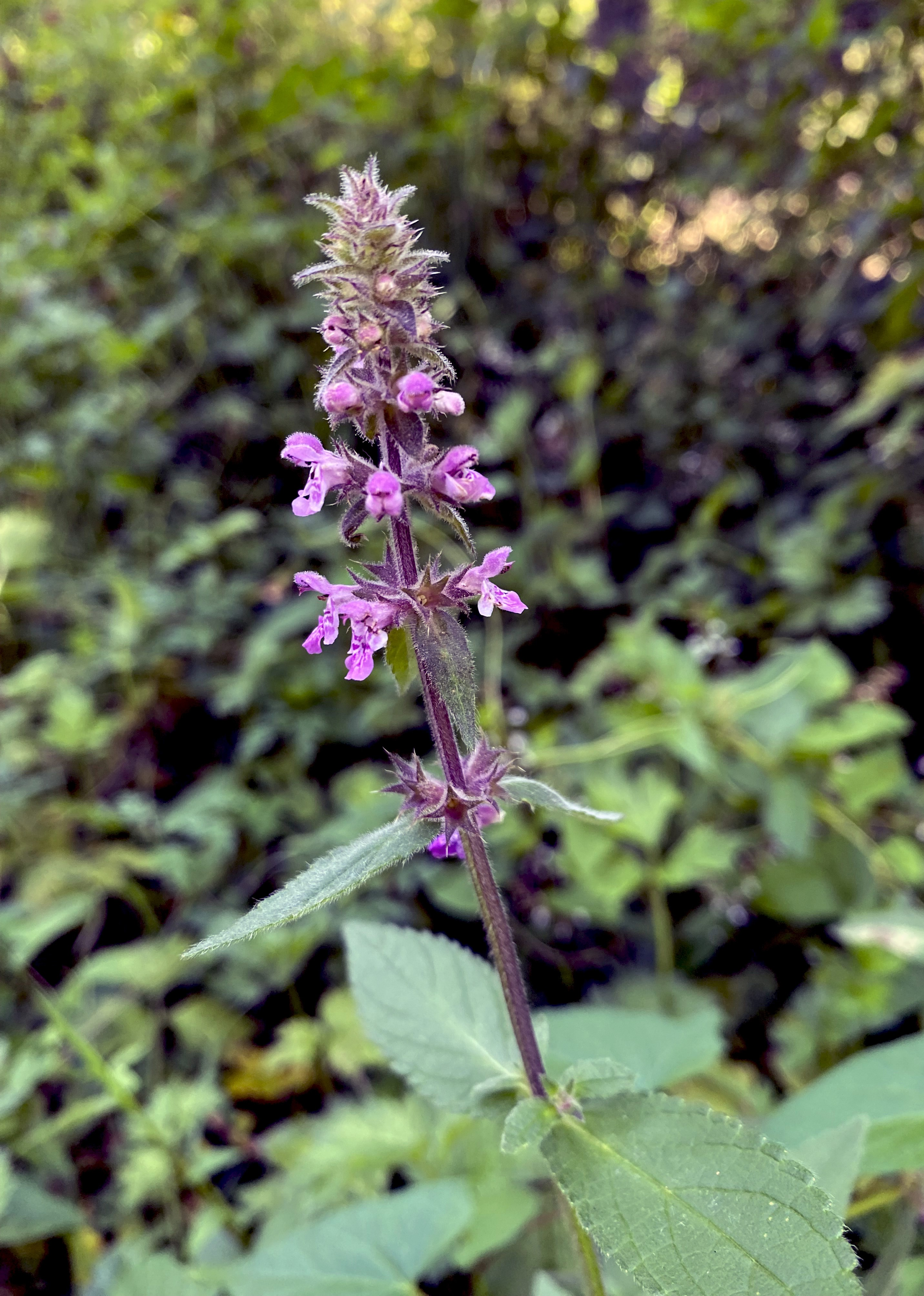
Sumpf-Ziest (Stachys palustris) im NSG
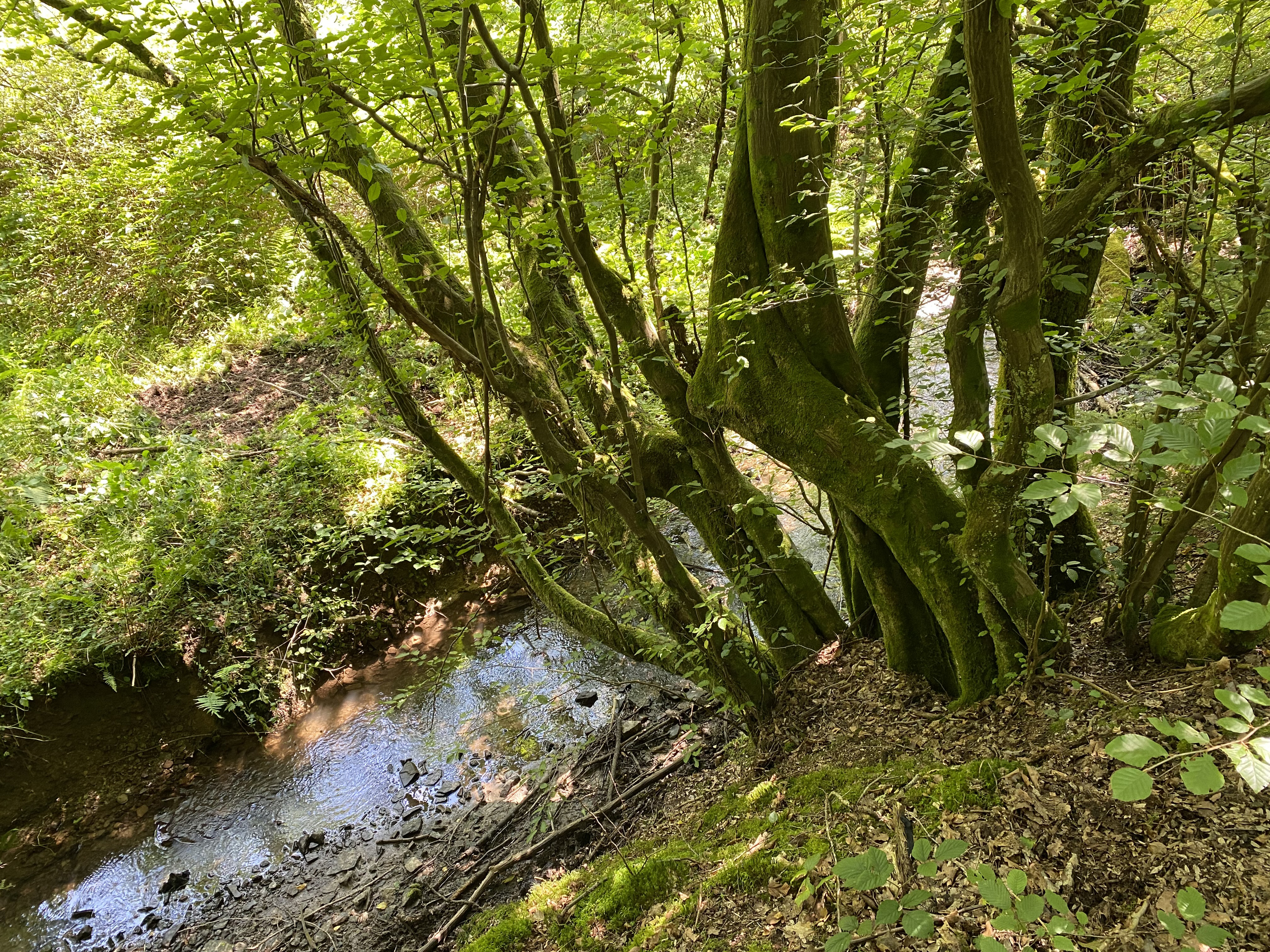
Unterlauf des Alemigsiefen Nähe Dürschbachtal